# Intervallometro
In fotografia, l'intervallometro è un dispositivo che equipaggia una fotocamera e che consente di eseguire una sequenza automatica di esposizioni distanziate fra loro da un intervallo temporale programmabile.  La funzione di intervallometro è tipicamente presente solo su fotocamere di fascia alta o professionali; si può considerare una variante più sofisticata e generale rispetto alla più comune funzione di autoscatto (una singola esposizione automatica eseguita al termine di un intervallo di tempo generalmente prefissato).

## Applicazioni

L'apertura di un fiore di geranio: sequenza di scatti con intervallometro impostato su un intervallo di 7 minuti

L'intervallometro è lo strumento fondamentale su cui si basa la fotografia time-lapse, una tecnica che consente di creare filmati composti in realtà da sequenze di fotogrammi ripresi con una certa frequenza temporale e riprodotti a una sequenza molto più elevata. La tecnica è frequentemente usata per esempio nei documentari, per mostrare la dinamica di processi molto lenti, come lo sbocciare di fiori o il movimento delle nuvole nel cielo.
Nella fotografia aerea, l'intervallometro può essere usato per scattare diverse foto in sequenza da un velivolo, per ricomporle ottenendo un effetto tridimensionale di stereoscopia.  In questo caso l'intervallo di scatto è calcolato come funzione dell'altitudine e della velocità del velivolo, con l'obiettivo di avere circa il 60% di superficie ripresa in comune fra due scatti successivi (precondizione per ottenere l'effetto stereoscopico).
A seconda della fotocamera, l'intervallometro può essere usato in combinazione con la posa Bulb e funzionalità di esposizione multipla per ottenere esposizioni con tempi molto più lunghi del massimo consentito dalla fotocamera sul singolo scatto (che è in genere attorno ai 30 secondi).  Esposizioni prolungate su archi temporali di minuti o di ore hanno applicazioni, per esempio, in astrofotografia.